# Cordillera Vilcanota

Cordillera de Vilcanota

Cordillera de Vilcanota är en bergskedja i sydöstra delen av Peru. Den består av en av södra grenarna av den östra delen av Anderna. Det är den näst största koncentrationen av snö och is i Peru, med 469 glaciärer med en yta av 418 km² och en medeltjocklek av 28,7 meter.
Bergskedjan sträcker sig 120 km genom Cusco och Puno. Den når sin högsta höjd vid den snötäckta Ausangate, med 6372 m ö.h., följt av Callangate, med 6110 meter. 